# Platypalpus pseudoexiguus
Platypalpus pseudoexiguus is een vliegensoort uit de familie van de Hybotidae. De wetenschappelijke naam van de soort is voor het eerst geldig gepubliceerd in 1909 door Strobl.